# 二橋謙
二橋 謙（ふたはし けん、1857年4月5日〈安政4年3月11日〉 - 1903年〈明治36年〉12月）は、日本の外務官僚。

## 人物
陸奥国の一関藩（現在の岩手県一関市）の藩士の二橋家に生まれる。
明治維新後、東京外国語学校に入学し、ロシア帝国に留学経験がある市川文吉の指導を受ける。同校卒業後、外務省に入省。貿易事務官としてロシアのウラジオストクに駐在するなどした。ロシア語に長けており、『日露辞書』を著した。
外務大臣で子爵の榎本武揚は二橋の岳父である。

## 官歴
- 外務二等書記生
- 外務四等属
- 往復課長交際官試補
- 1888年（明治21年）7月10日 - 記録局次長内藤類次郎旅行不在中臨時代理[3]
- 1889年（明治22年）11月5日 - 任 貿易事務官、叙 奏任官五等[4]
- 1897年（明治30年） - ウラジオストク駐在貿易事務官
  - 12月22日 - 昇叙 高等官四等[5]
- 1900年（明治33年）1月31日 - 蹄朝 仰付[6]

## 栄典
- 1891年（明治24年）
  - 1月29日 - 正七位[7]
  - 12月21日 - 従六位[8]
- 1895年（明治28年）10月31日 - 勲六等瑞宝章[9]
- 1897年（明治30年）3月1日 - 正六位[10]
- 1903年（明治36年）12月25日 - 従五位[11]

外国勲章佩用允許
- 1893年（明治26年）8月25日 - ロシア帝国神聖スタニスラス第二等勲章[12]
- 1898年（明治31年）7月27日 - ロシア帝国神聖アンナ第二等勲章[13]
- 1900年（明治33年）5月21日 - プロイセン王国赤鷲第三等勲章[14]

## 書籍
- 『日露字典』 1904 二橋謙（編纂） 丸善（出版）[15]

## 親族
- 妻 - 榎本武揚の娘
- 弟 - 二橋季男。日本郵船社員。上海の郵便局の局長。妻の政子は市川文吉の長女で、市川兼恭の孫[16]。